# Vladimíra Uhlířová
Vladimíra Uhlířová (České Budějovice, 4 maggio 1978) è un'ex tennista ceca.

## Biografia
Nel 2006 partecipò senza avere buoni risultati all'Open Gaz de France 2006 - Doppio. L'anno successivo vinse il Gaz de France Budapest Grand Prix 2007 - Doppio giocò insieme a Ágnes Szávay sconfiggendo in finale Martina Müller e Gabriela Navrátilová con il punteggio di 7-5,6-2. All'Australian Open 2007 - Doppio femminile giocando in coppia con Sofia Arvidsson non superò i primi turni.
Nel 2008 giocò all'US Open 2008 - Doppio femminile fermandosi al primo turno. Nel 2010 al Swedish Open 2010 - Doppio femminile perse alle seminifinali con Gisela Dulko e Flavia Pennetta che poi vinceranno la competizione, nell'occasione fece coppia con Natalie Grandin. Al Barcelona Ladies Open 2010 - Doppio si fermò ai quarti di finale giocando in coppia con Klaudia Jans-Ignacik